# Ruperto Castro
Ruperto Castro (Argentina) fue un futbolista argentino nacionalizado peruano que desempeñaba de delantero.

## Trayectoria
Nació en Argentina. Se inició en el club de Avellaneda Racing Club, debutando en 1946. Jugó 7 partidos en inicios de año. El mismo año llega a Universitario de Deportes, siendo el primer argentino en llegar a la institución, Salió campeón en 1946. Fue titular en la zaga Crema en todos los partidos del campeonato de ese año conformando la delantera, Gilberto Torres, Víctor Espinoza, Teodoro «Lolo» Fernández, Eduardo «Lolín» Fernández se mantuvo solo un año en el club. En 1947 Llega a Club Atlético Tigre peleando por la Baja ese año. En el año 1948 llega al Club El Porvenir  Jugando la Segunda División hasta 1950.
En el año 1952 se retira en Quilmes terminando su carrera en Segunda División.

## Clubes
| Club             | País      | Año         |
| ---------------- | --------- | ----------- |
| Racing Club      | Argentina | 1945 – 1946 |
| Universitario    | Perú      | 1946        |
| Tigre            | Argentina | 1947        |
| Club El Porvenir | Argentina | 1948 – 1950 |
| Quilmes          | Argentina | 1952        |

## Palmarés
| Título                    | Club                      | País | Año  |
| ------------------------- | ------------------------- | ---- | ---- |
| Primera División del Perú | Universitario de Deportes | Perú | 1946 |